# Гностицизъм
Гностицизъм (гр.: γνώσις gnōsis, „знание, познание, наука“) се отнася до разнообразно, синкретично религиозно движение, съдържащо различни вярвания. Гностици е прието да се наричат представителите на религиозни течения, съчетаващи евангелието с източноелинистичната теософия, окултизма и митологията. Разцветът на гностицизма е през II – III в., но влиянието му е по-продължително. Една гностическа секта съществува и в наше време – това са мандеите.

## Гностически произведения
Гностическите произведения представляват многообразна религиозна литература от първите векове на християнството, създадена в кръга на гностиците.
Тъй като от гностичните среди са произлезли няколко евангелия, деяния, послания и откровения, които претендират за истинност, гностицизмът принадлежи не само към областта на църковната история, но и към сферата на библиоложката наука. Това е още по-очевидно от факта, че отделни гностически писатели вероятно са имали за прототип досиноптичната традиция.

## Учители и секти на гностиците
За един от първите гностици се смята самарянинът Симон Влъхва (Деян 8:9 – 24). След него се нареждат: Доситей, Менандър, Юстин Гностик, Керинт, Саторнил, Василид, Карпокрит и техните последователи, а също и групата на каинитите, наасените (офитите) и др. Особено място в гностицизма заема Маркион Синопски, който всъщност не е гностик, но е близък до гностиците по някои въпроси.

## Учение
Гностическите системи се отличават с голямо разнообразие и дори с известна противоречивост. Немалко техни елементи обаче се срещат често и дефинират общата физиономия на гностицизма като духовно течение. В областта на неговата космогония и космология основна концепция е акосмическият дуализъм. В „Гатите“ на Заратустра светият Дух на премъдрия Бог, Твореца на вселената, се противопоставя на враждебен дух. В „Наръчника за дисциплината“ от Кумран Бог, от Когото произлиза всичко, дава на човека два духа – единия на истината и светлината, а другия на лъжата и тъмнината, за да избере между тях. Но в зороастризма и юдейството светът, който е дело на Бога, е по принцип добър и се отличава с положителна характеристика. Независимо дали е повлиян от късноюдейската или персийската религия, гностицизмът се различава рязко от тях по отрицателното си отношение към видимия свят като царство на злото и мрака.
Сътворяването и управлението на една порочна вселена не могат да бъдат отнесени към извършеното от един благ Бог. Следователно творецът на материята трябва да е междинна сила (Демиург), а неговите помощници архонтите (сили, които упражняват контрол върху отделни сфери на битието) също не се отличават с особена добродетелност. Според гностиците върховният Бог, който е висшият принцип на космоса, обитава в сияние далеч над света и е „незнаен“ за хората. Той въплъщава усещането за непостижима духовна действителност, която далеч надхвърля казаното в „Еклисиаст“: „Бог е на небето, а ти на земята; затова думите ти да не бъдат много“ (5:1). Гностическият Абсолют обитава в мълчание, нарича се „бездна“ и ако човек въобще дръзне да Му припише атрибути, те са чисто апофатични или отрицателни.
По отношение на космологията гностическата картина на земята и вселената не се различава значително от разбиранията на античния свят. Тя е подчинена на трисъставна структура – небесни сфери, земя и подземен свят. Гностическият поглед към космоса противоречи на останалите древни религии по изтъкнатата по-горе дуалистична тенденция, според която произходът на вселената се дължи на висши сили и те, често наричани ангели или еони, са враждебни към Бога и хората. Поразителен паралел на гностическата космогония предложи през 1995 г. астрономът Едуард Харисън от Масачузетския университет (САЩ), който се опита да обясни хармоничността и интелигибелността (умопостижимостта) на вселената посредством нов модел, който допуска сътворяването ѝ от второстепенни метафизични сили, наречени от него „ангели“. Той обаче приема, че техният замисъл е белязан от положителна, а не от отрицателна интенция.
Антропологията на гностиците разглежда през същата дуалистична призма хората като твари, хванати в капана на материалната вселена и неподозиращи, че съществува нещо друго, освен това място на тъмнината и злото. Дуализмът обагря и представата им за същността на човека, чиято истинска или вътрешна природа се схваща като искра светлина от отвъдния свят на съвършенството и благото, впримчена на свой ред в материално тяло. Вътрешната човешка същност се нарича не само искра, но също дух или душа. Хората се делят на три категории: духовни, душевни и плътски или земни. Достойни за идеалното царство на плеромата са само духовните.
Основна характеристика на гностическата сотериология е знанието (гносис) за истинското естество на Аза, неговия небесен произход и истински дом отвъд тленната вселена, в който той може да се завърне, ако постигне това знание. В редица случаи знанието също включва подробности за сферите между земята и небето, за силите, които контролират тези сфери и за обредите и паролите, нужни за безопасното им преминаване след смъртта на тялото. Незнайният и непознаваемият Бог изпраща спасител, чиято главна мисия е да предаде знанието. Допълнителни откровения се получават и от други небесни същества във видения и сънища. Гностическият спасител обикновено е моделиран по подобие на евангелския образ на Христос, но се различава от Него по отчуждеността си от материята. Гностиците не признават боговъплъщение и възкресение. Христос като светоносно същество, слязло свише, само „изглежда“, че присъства в личността на Иисус, защото я напуска при страданието на кръста (например според „Втория трактат на Великия Сит“ и „Апокалипсиса на Петър“). Но гностицизмът е достатъчно „пълноводен“ и някои негови разклонения изповядват антидокетистки възгледи, каквито се установяват например в трактата „Мелхиседек“.
В етиката отношението към света като зло също води до противоречиви позиции. Едни гностици смятат, че в такъв случай последиците от поведението са без значение и се отдават на либертинизъм и разпуснатост (Василид, Карпократ и препоръките на Птолемей към духовните). Други сектанти предпочитат линията на оттегляне от света, често следвана от аскетичен призив за отричане на тялото и неговите естествени желания (Сатурнин, Маркион и заповедите на Птолемей за душевните). Обредите на фивионитите със сперма и менструална кръв или на офитите със змии надхвърлят границите на нормалните човешки разбирания.
В личен аспект есхатологията на гностическите системи разглежда кончината на всеки индивид, за когото смъртта е освобождение от затвора на материята и начало на възхождането на душата към истинския ѝ небесен дом. Тя се проектира и върху края на света, чиято цел е възстановяването (апокатастасис) на всичко съществуващо. Пречистените искри светлина ще се върнат при Отца и ще се събират в плеромата, с което ще се компенсира недостига в нея поради падението на София, и ще се възвърне първоначалното съвършено състояние на покой. Природата, която се характеризира като зло и мрак, ще бъде унищожена безследно.

## Писмени паметници на древния гностицизъм
- Pistis Sophia
- Евангелие на Истината
- Евангелие от Тома
- Евангелие от Филип
- Евангелие от Юда

## Гностически писатели
- Валентин
- Василид Архив на оригинала от 2009-04-04 в Wayback Machine.